# Business Is Business (Young Thug)
Business Is Business è il terzo album in studio del rapper statunitense Young Thug, pubblicato il 23 giugno 2023 da YSL Records, 300 Entertainment e Atlantic Records. L'album contiene i featuring di Drake, Future, 21 Savage, Travis Scott, Yak Gotti, Lil Uzi Vert, BSlime, Lil Gotit e Nate Ruess. Il 27 giugno è stata pubblicata la versione dell'album del produttore statunitense Metro Boomin, che contiene due tracce bonus e i featuring di Nicki Minaj e Juice Wrld.

## Antefatti
Young Thug è stato arrestato il 9 maggio 2022 insieme a ventisette altri membri della YSL, tra cui Yak Gotti (che appare nell'album) e il processo è iniziato nel 2023. L'album è stato annunciato sui social network del rapper il 22 giugno ed è stato condiviso da Metro Boomin, produttore esecutivo dell'album, in supporto a Young Thug e da altri artisti tra cui Drake, Chance the Rapper, Gunna, Quavo, Lil Durk, 21 Savage, G Herbo, Ty Dolla Sign, Chase B, London on da Track, Soutshide e Wheezy.

## Tracce
1. Parade On Cleveland (feat. Drake) – 3:48
2. Money on the Dresser – 2:13
3. Gucci Grocery Bags – 2:55
4. Cars Bring Me Out (feat. Future) – 3:22
5. Wit da Racks (feat. 21 Savage, Travis Scott e Yak Gotti) – 3:46
6. Uncle M – 2:20
7. Abracadabra (feat. Travis Scott) – 4:07
8. Went Thru It – 2:35
9. Oh U Went (feat. Drake) – 3:05
10. Want Me Dead (feat. 21 Savage) – 3:14
11. Hellcat Canny (feat. Lil Uzi Vert) – 2:34
12. Mad Dog – 3:49
13. Jonesboro – 2:43
14. Hoodie (feat. BSlime e Lil Gotit) – 3:35
15. Global Access (feat. Nate Ruess) – 2:28

Metro's version
1. Jonesboro – 2:43
2. Mad Dog – 2:49
3. Uncle M – 2:20
4. Want Me Dead (feat. 21 Savage) – 3:14
5. Cars Bring Me Out (feat. Future) – 3:22
6. Oh U Went (feat. Drake) – 3:05
7. Money (feat. Nicki Minaj e Juice Wrld) – 3:05
8. Hoodie (feat. BSlime e Lil Gotit) – 3:35
9. Wit da Racks (feat. 21 Savage, Travis Scott e Yak Gotti) – 3:46
10. Parade On Cleveland (feat. Drake) – 3:48
11. Abracadabra (feat. Travis Scott) – 4:07
12. Went Thru It – 2:35
13. Money on the Dresser – 2:13
14. Hellcat Canny (feat. Lil Uzi Vert) – 2:34
15. Gucci Grocery Bags – 2:55
16. Global Access (feat. Nate Ruess) – 2:28
17. Sake of My Kids – 3:58

## Classifiche
| Classifica (2023) | Posizione massima |
| ----------------- | ----------------- |
| Australia         | 36                |
| Austria           | 13                |
| Belgio (Fiandre)  | 30                |
| Belgio (Vallonia) | 32                |
| Canada            | 2                 |
| Danimarca         | 29                |
| Francia           | 41                |
| Germania          | 22                |
| Islanda           | 3                 |
| Italia            | 50                |
| Lituania          | 27                |
| Norvegia          | 19                |
| Nuova Zelanda     | 7                 |
| Paesi Bassi       | 19                |
| Polonia           | 65                |
| Regno Unito       | 15                |
| Spagna            | 88                |
| Stati Uniti       | 2                 |
| Svizzera          | 6                 |